# Hollidaysburg
Hollidaysburg ist ein Borough im Blair County, Pennsylvania, USA, an der Ostseite der Allegheny Mountains am Juniata River, etwa 11 Kilometer südlich von Altoona. Hollidaysburg wurde Ende des 18. Jahrhunderts von irischen Immigranten gegründet, erhielt 1836 den Status als Borough und ist seit der Gründung des Blair County 1846 dessen County Seat. Das U.S. Census Bureau hat bei der Volkszählung 2020 eine Einwohnerzahl von 5.641 ermittelt.

## Geschichte
Die ersten Siedler und Namensgeber der Stadt waren die Brüder Adam und William Holliday, Immigranten aus Irland, die sich Ende des 18. Jahrhunderts hier niederließen. Adam Holliday baute sein Wohnhaus nördlich vom Beaverdam-Arm des Juniata River und gründete 1796 Hollidaysburg, sein Bruder William siedelte südlich vom Fluss im späteren Gaysport, das 1923 in Hollidaysburg eingegliedert wurde. 1814 bestand Hollidaysburg aus acht Häusern, darunter Adams Haus und die Taverne der Brüder.
Anfang des 19. Jahrhunderts kam es mit der Fertigstellung der ersten Straße (turnpike) nach Hollidaysburg und der Eröffnung der Allegheny Portage Railroad 1834 zu einem stetigen Anstieg der Einwohnerzahl und der Herausbildung einer Stadt; 1835 gab es schon 1000 Einwohner und 1850 über 2400. Mit dem Bau der Allegheny Portage Railroad Anfang der 1930er-Jahre wurden die Wasserwege östlich und westlich der Allegheny Mountains vom System des Pennsylvania Canal auf einer Länge von 58 km zwischen Johnstown im Westen und Hollidaysburg im Osten verbunden. Die Überquerung des Gebirges wurde durch jeweils fünf Rollbrücken auf jeder Seite realisiert, mit denen die Leichter auf Schienen Höhenunterschiede von insgesamt mehr als 300 Metern überwinden konnten.
Mit der Gründung des Blair County 1846 wurde Hollidaysburg County Seat und 1876 das heutige Blair County Courthouse erbaut. Dadurch wuchs die Einwohnerzahl weiter und lag 1870 schon fast bei 3000. 1903 baute die Pennsylvania Railroad einen großen Güterbahnhof als Umschlagplatz in der Stadt sowie 1956 den Samuel Rea Shop, ein nach dem 1855 in Hollidaysburg geborenen Ingenieur und Präsidenten der Eisenbahngesellschaft Samuel Rea benanntes Bahnbetriebswerk. Weiterhin verläuft der William Penn Highway (U.S. Route 22) durch die Stadt, was mit der Nähe zur Stadt Altoona, die durch ihr Nahverkehrsnetz mit Hollidaysburg verbunden ist, in der ersten Hälfte des 20. Jahrhunderts zu einem weiteren Bevölkerungszuwachs führte und die Einwohnerzahl in den 1950er- und 1960er-Jahren mit fast 6500 Einwohnern ihren Höhepunkt hatte.

## Historische Gebäude im NRHP

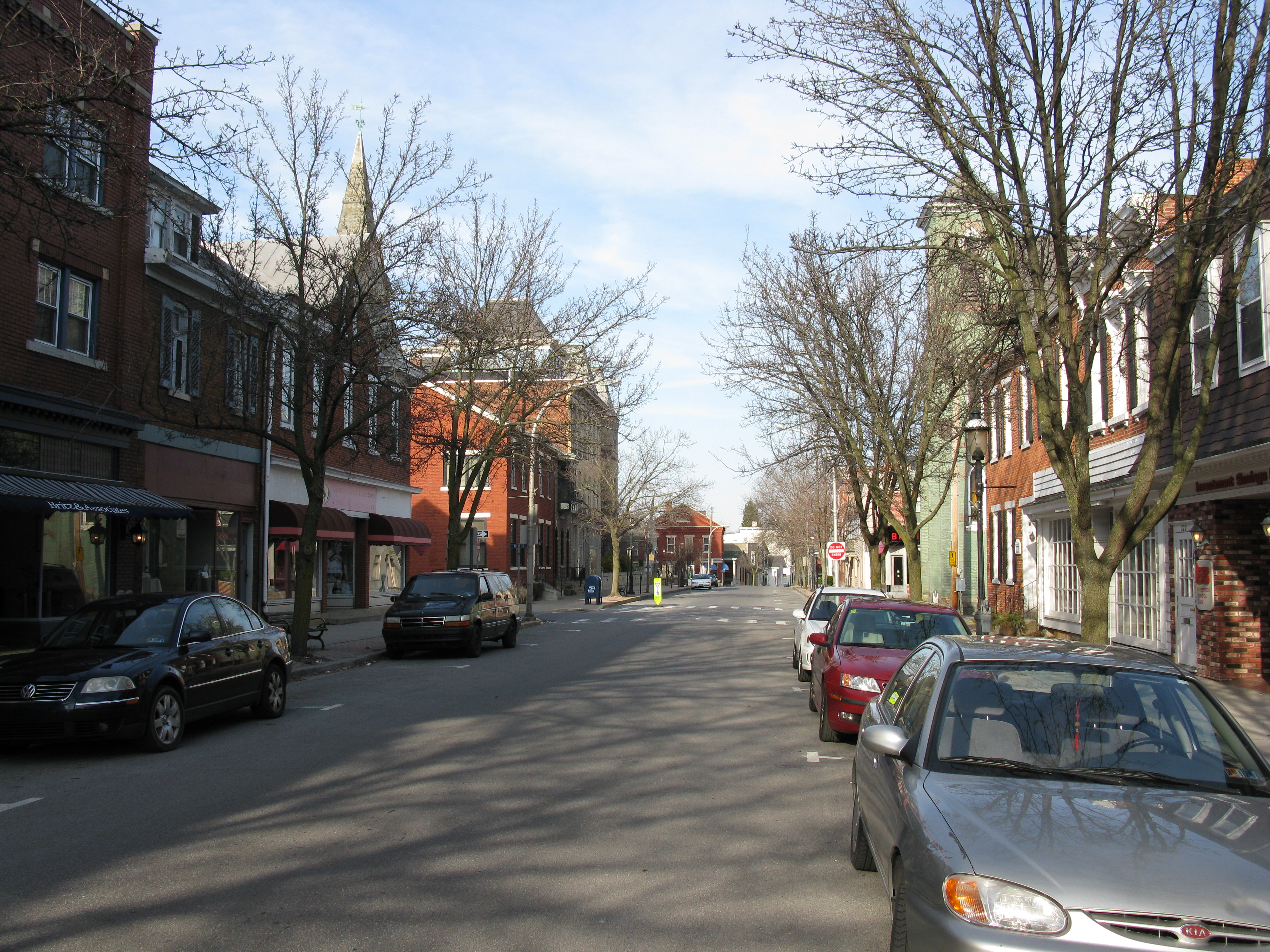
Die Blair Street in Hollidaysburg, Teil des Hollidaysburg Historic District.

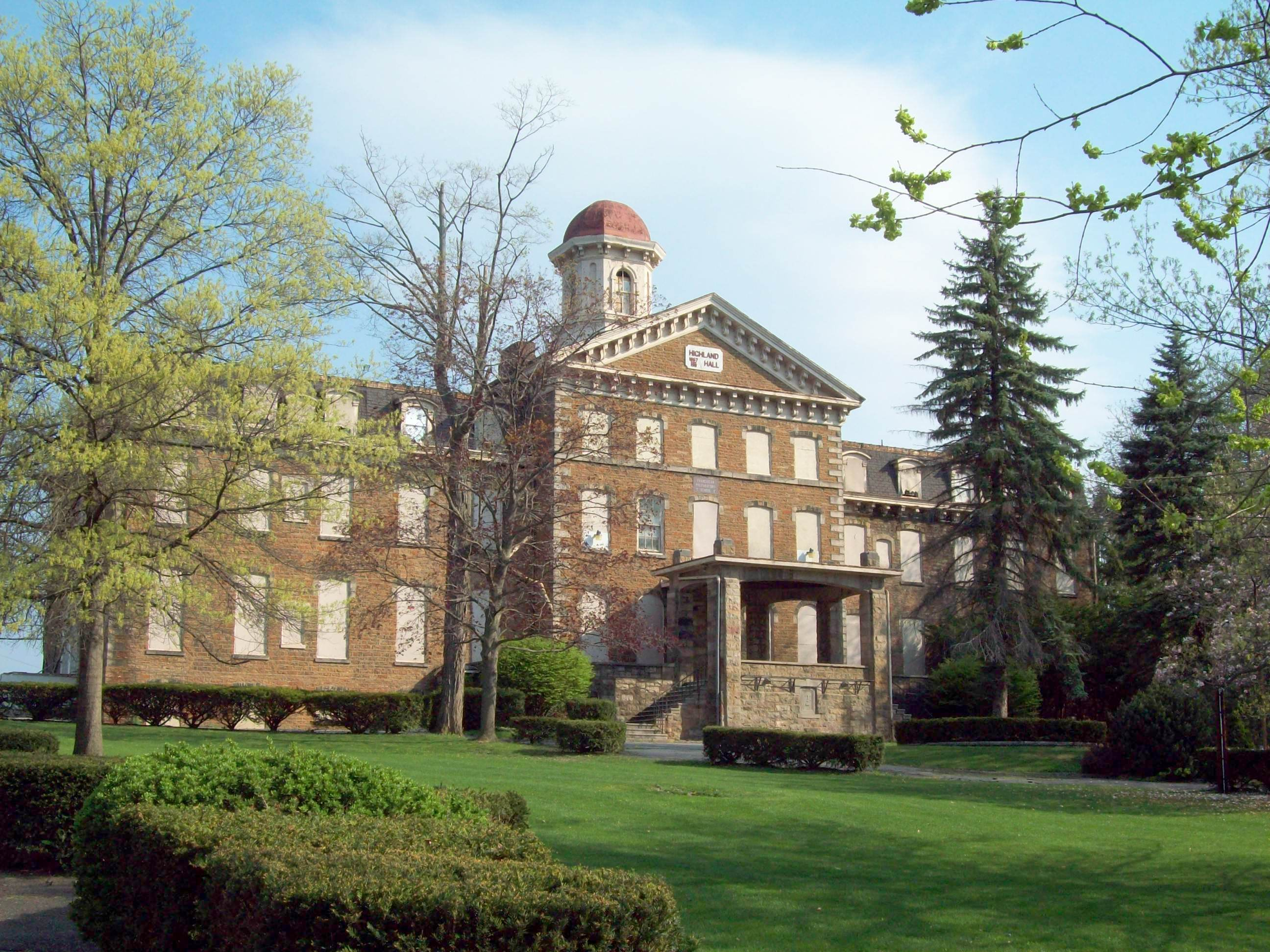
Die 1865 erbaute Highland Hall in Hollidaysburg.

1985 wurde die historische Altstadt aus dem 19. Jahrhundert als Hollidaysburg Historic District ins National Register of Historic Places aufgenommen (NRHP#: 85003158). Zudem wurden als einzelne bedeutende Gebäude des Districts 1976 das Blair County Courthouse (NRHP#: 76001606) und 1978 die Highland Hall (NRHP#: 78002351), ursprünglich als Seminar der Presbyterianischen Kirche 1865 erbaut und heute Bürogebäude des County, ins NRHP aufgenommen.

## Persönlichkeiten
- Harry J. Anslinger (1892–1975), Vorsitzender des Federal Bureau of Narcotics, lebte u. a. in Hollidaysburg und ist hier begraben
- John Donaghy (1838–1931), Maler und Illustrator, geboren in Hollidaysburg
- Hedda Hopper (1885–1966), Schauspielerin und Gesellschaftskolumnistin, geboren in Hollidaysburg
- Adam Huber (* 1987), Schauspieler, geboren in Hollidaysburg
- Maxwell Hunter (1922–2001), Raketeningenieur und Raumfahrtwissenschaftler, geboren in Hollidaysburg
- Aaron Kimmel (* ≈1990), Jazzmusiker, geboren in Hollidaysburg
- Sam Lafferty (* 1994), Eishockeyspieler
- Samuel Rea (1855–1929), Ingenieur und Präsident der Pennsylvania Railroad, geboren in Hollidaysburg